# Kanton Jugon-les-Lacs
Jugon-les-Lacs is een voormalig kanton van het Franse departement Côtes-d'Armor. Het kanton maakte deel uit van het arrondissement Dinan. Het kanton werd opgeheven bij decreet van 13 februari 2014 met uitwerking op 22 maart 2015.

## Gemeenten
Het kanton Jugon-les-Lacs omvatte de volgende gemeenten:
- Dolo
- Jugon-les-Lacs (hoofdplaats)
- Plédéliac
- Plénée-Jugon
- Plestan
- Tramain